# Semiothisa acutaria
Semiothisa acutaria är en fjärilsart som beskrevs av Walker 1869. Semiothisa acutaria ingår i släktet Semiothisa och familjen mätare. Inga underarter finns listade i Catalogue of Life.